# Ilex baasiana
Ilex baasiana är en järneksväxtart som beskrevs av Benjamin Clemens Masterman Stone och R. Kiew. Ilex baasiana ingår i släktet järnekar, och familjen järneksväxter. Inga underarter finns listade i Catalogue of Life.